# Aero Trasporti Italiani

Un Fokker F27 in decollo nel 1964.

Fokker noleggiato dai costruttori e ancora nei colori del precedente operatore.

Aero Trasporti Italiani (abbreviato ATI) è stata una compagnia aerea italiana fondata il 16 dicembre 1963 come filiale di Alitalia e di proprietà della stessa Alitalia (90%) e dell'IRI (10%), con lo scopo iniziale di migliorare i collegamenti con l'Italia meridionale.

## Storia
La sede e la base di armamento dell'ATI era l'aeroporto di Napoli-Capodichino. Il primo presidente della società fu il generale Giovanni Buonamico e il direttore generale il comandante M. Mainetti. A partire dal giugno 1964 ATI rilevò in proprio le rotte nazionali fino ad allora gestite da un'altra controllata Alitalia, la SAM - Società Aerea Mediterranea. La flotta iniziale fu costituita da tre Fokker F27 Friendship 200.
Dal 15 giugno 1966 divenne operativo un servizio di voli interni in Libia, in accordo con la Kingdom of Libya Airlines (KLA), con due Fokker F27 di base a Tripoli, che effettuavano anche collegamenti con Malta.
Dall'agosto 1967 ATI assunse anche la gestione della compagnia elicotteristica Elivie. Un paio di Fokker 27 furono trasformati in laboratori volanti con attrezzature per il controllo degli apparati di terra negli aeroporti.
Nel corso degli anni la flotta di ATI si arricchì di altri Fokker 27 (15 in totale), affiancati a partire dal 1969 dai più capienti Douglas DC 9 serie 30 (in totale utilizzati 30 esemplari). La "fedeltà" ai prodotti Douglas verrà riconfermata anche dall'utilizzo dell'MD.82 (o DC 9/82). Negli ultimi anni di attività la società acquisì anche 10 biturbina ATR 42, di progettazione e costruzione italo-francese.
Il 20 marzo 1981, dai resti della compagnia aerea privata Itavia, ATI (45%) ed Alitalia (55%) costituirono la società Aermediterranea, poi confluita interamente in ATI nel marzo 1985.
L'ATI fu completamente integrata in Alitalia nell'ottobre 1994.

## Flotta

### Flotta storica
| Tipo di aereo           | Immagine | In flotta |
| ----------------------- | -------- | --------- |
| Fokker F27              |          | 15        |
| Douglas DC-9            |          | 30        |
| McDonnell Douglas MD-82 |          | 38        |
| ATR 42                  |          | 10        |

## Marchio
- Il marchio ATI è stato incamerato da Alitalia L.a.i. per fusione mediante incorporazione avvenuta in data 25/07/1994. Questa è anche l'ultima data in cui Alitalia provvedeva alla registrazione del marchio ATI. Con la cessazione dei voli con la livrea ATI da parte di Alitalia nel 1996 il marchio è stato abbandonato definitivamente nel 2004[senza fonte]. Il marchio è stato successivamente depositato presso l'Ufficio Marchi e Brevetti del MISE in data 15 settembre 2020 da parte di Aeritalia Holding gruppo facente capo al manager Cristiano Spazzali[senza fonte].

## Incidenti
Nella storia dell'ATI si registrano 5 incidenti e 1 dirottamento con conseguenze gravi:
- Il 25 maggio 1969 il Fokker F27-600 marche I-ATIT, nel volo da Roma a Reggio Calabria, all'atterraggio si schianta sulla pista causando una vittima tra i passeggeri.
- Il 16 aprile 1972 il Fokker F27-200 marche I-ATIP, nel volo da Roma a Foggia precipita nei pressi di Amaseno, in provincia di Frosinone, con la morte dei 15 passeggeri ed i 3 membri dell'equipaggio a bordo.
- Il 6 ottobre 1972 un dirottatore sale sul Fokker F27 marche I-ATIS che da Trieste deve volare a Bari, tenendo in ostaggio le persone a bordo e chiedendo del denaro, ma viene ucciso nello scontro a fuoco con le forze dell'ordine.
- Il 30 ottobre 1972 il Fokker F27-200, marche I-ATIR, del volo 327 tra Napoli e Bari si schianta su una collina a Corato in provincia di Bari, con la morte dei 24 passeggeri ed i 3 membri dell'equipaggio a bordo.
- Il 14 settembre 1979 il DC-9-32 I-ATJC, in volo da Alghero a Cagliari-Elmas si schiantò sul massiccio montuoso di Monte Nieddu, sullo sperone roccioso noto come "Conc'e Oru", in località Capoterra (Cagliari). Nell'incidente di Capoterra morirono 31 persone (27 passeggeri e 4 membri di equipaggio).
- Il 15 ottobre 1987 l'ATR 42-312 I-ATRH, pochi minuti dopo il decollo da Linate, precipita a Conca di Crezzo, tra monti del triangolo Lariano, con la morte dei 34 passeggeri ed i 3 membri dell'equipaggio.